# Il pianeta della vendetta
Il pianeta della vendetta (Anvil of Stars) è un romanzo di fantascienza hard dello scrittore statunitense Greg Bear pubblicato nel 1992; 

## Storia editoriale
Il romanzo è stato pubblicato per la prima volta nel 1992; in Italia è stato pubblicato nello stesso anno dell'edizione originale in lingua inglese, con il titolo Il pianeta della vendetta.
L'opera è il seguito del romanzo L'ultimatum (The Forge of God, 1987) ma sviluppato in una differente ambientazione e con protagonisti differenti.

## Edizioni
- (EN) Greg Bear, Anvil of Stars, Londra, Legend, febbraio 1992, ISBN 978-0-7126-3890-6.
- (EN) Greg Bear, Anvil of Stars, New York, Warner Books, maggio 1992, ISBN 978-0-446-51601-3.
- Greg Bear, Il pianeta della vendetta, traduzione di Gianluigi Zuddas, Cosmo. Collana di Fantascienza, n. 234, Milano, Editrice Nord, novembre 1992.
- (NL) Greg Bear, Aambeeld van sterren, traduzione di Thomas Wintner, M=SF, n. 310, Amsterdam, Meulenhoff, maggio 1993, ISBN 978-90-290-4132-4.
- (DE) Greg Bear, Der Amboss der Sterne, traduzione di Winfried Petri, Heyne Science Fiction & Fantasy, n. 5510, Monaco di Baviera, Heyne, 1996, ISBN 978-3-453-10946-9.
- (NL) Greg Bear, Gods aambeeld, traduzione di Thomas Wintner, *M, Amsterdam, Meulenhoff, febbraio 1997, ISBN 978-90-290-5461-4.